# قلعة زولوتشيف
كانت قلعة زولوتشيف (بالأوكرانية: Золочівський замок) مقر إقامة لأسرة سوبياسكي النبيلة على تل عند التقاء نهرين صغيرين في الجزء الجنوبي الشرقي من زولوتشيف (بالبولندية: Złoczów)، في غاليسيا (جزء من أوبلاست لفيف بأوكرانيا حالياً).
بُني الحصن المستطيل في الفترة من 1634 إلى 1636 على يد يعقوب سوبياسكي [الإنجليزية] باستخدام عمالة تتار القرم المستعبدين. تضم قلعة سوبياسكي أسوار قوية على الطراز الهولندي الحالي آنذاك، مع أربعة أبراج خماسية في كل زاوية، وما يسمى «القصر الكبير». أُلحق القصر الصيني في وقت لاحق من نفس القرن كهدية من يوحنا الثالث لزوجته الفرنسية المولد، الملكة ماري سوبياسكي [الإنجليزية]، وهو عبارة عن روطن صغير ذو لون بنفسجي محاط بأجنحة من طابق واحد.
سقطت القلعة في يد العثمانيين تحت حكم قبطان باشا بعد حصار دام 6 أيام في 1672. وبعد ثلاث سنوات، نجت من حصار آخر للجيش العثماني. بعد وفاة جيمس لويس سوبياسكي [الإنجليزية] في 1737، انتقلت ملكية القلعة إلى أسرة أمراء رادجيفي [الإنجليزية] ثم إلى الكونت لوكاس كومارنيكي-باوليكوفيتش (من أسرة ساس) في 1801، الذي باعها ورثته إلى التاج النمساوي في 1834.
خلال القرن التاسع عشر، عُدلت القلعة لاستخدامها كمستشفى وثكنات. ثم تحولت إلى سجن في 1872 واستمر استخدامه بعد حملة سبتمبر. توجد كنيسة صغيرة تخليداً لذكرى ضحايا المفوضية الشعبية للشؤون الداخلية على أراضي القلعة.
اعتقل الألمان آلاف اليهود من زولوتشيف وقتلوهم عند اندلاع عملية بربروسا.
أصبح المجمع تحت إشراف معرض لفيف للفنون [الإنجليزية] منذ 1985، وهو قيد الترميم. بدأت القلعة مؤخراً فتح أراضيها للزوار. تشمل المعروضات أكثر من 25 شعاراً أوروبياً للأسلحة، وثريات من عظام الديناصورات، ونسخة طبق الأصل من التاج الملكي النموذجي من القرن الثالث عشر، والذي يمكن أن يكون مشابهاً لتاج دانيال ملك غاليسيا.